# Zeilrecord

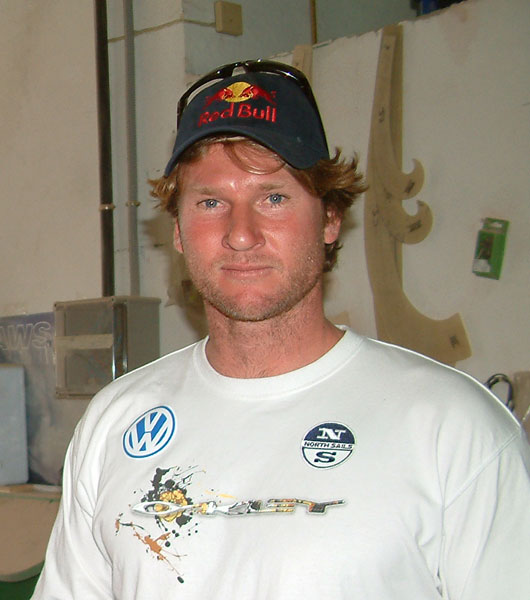
Björn Dunkerbeck, de snelste windsurfer ter wereld over een zeemijl

Een zeilrecord is een snelheidsrecord voor vaartuigen die door de wind worden aangedreven. De World Sailing Speed Record Council. opgericht in 1972, is het internationale orgaan dat zeilrecords officieel erkent. Er geldt een gedetailleerd reglement waarin de voorwaarden voor een geldig record omschreven staan. Alle snelheden worden gemeten in knopen, oftewel in zeemijlen per uur.

## Categorieën
De zeilrecords zijn er in allerlei soorten en categorieën. De belangrijkste zijn:
1. Hoogste gemiddelde snelheid over een afstand van 500 meter
2. Hoogste gemiddelde snelheid over een afstand van één zeemijl (1852 meter)
3. Kortste tijd voor het varen van een bepaald traject over open water (bijv. oceaan of zee)
4. Grootste afgelegde afstand binnen 24 uur

Afhankelijk van de recordcategorie bestaan er weer onderverdelingen naar onder meer de omvang van de bemanning (solo, duo of team), het geslacht van de zeiler, en het vaartuigtype (bijv. zeilboot of catamaran). Zeilschepen worden opgedeeld in vier klassen:
- Klasse A: zeiloppervlakte tussen 10 en 13,93 m²
- Klasse B: zeiloppervlakte tussen 13,93 en 21,84 m²
- Klasse C: zeiloppervlakte tussen 21,84 en 27,88 m²
- Klasse D: zeiloppervlakte van meer dan 27,88 m²

Daarnaast doen ook windsurfers en kitesurfers mee met de strijd om het absolute snelheidsrecord. Zij varen over het algemeen
op locaties met relatief vlak water en toch veel aflandige wind (Walvisbaai, Lüderitz, Fuerteventura) of op het speciaal voor dit doel aangelegde kanaal in Saintes-Maries-de-la-Mer.

## Hoogste snelheid

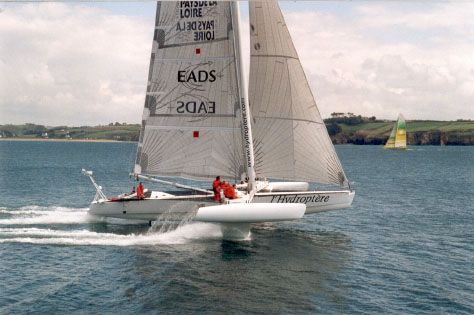
Hydroptère, de snelste zeilboot in zijn klasse

Onderstaande tabel geeft de snelheidsrecords over 500 meter en de zeemijl, die staan per juli 2014.
| Afstand    | Klasse | Jaar                     | Locatie              | Boot                 | Persoon | Gemiddelde snelheid | Gemiddelde snelheid |
| Afstand    | Klasse | Jaar                     | Locatie              | Boot                 | Persoon | Knopen              | Km/u                |
| ---------- | ------ | ------------------------ | -------------------- | -------------------- | ------- | ------------------- | ------------------- |
| 500 meter  |        |                          |                      |                      |         |                     |                     |
| Kitesurfen | 2013   | Saintes-Maries-de-la-Mer | n.v.t.               | Alexandre Caizergues | 56,62   | 104,9               |                     |
| Windsurfen | 2012   | Lüderitz                 | n.v.t.               | Antoine Albeau       | 52,05   | 96,4                |                     |
| Klasse A   | 1992   | Tarifa                   | Longshot             | Russell Long         | 43,55   | 80,7                |                     |
| Klasse B   | 2012   | Walvisbaai               | Vestas Sailrocket 2  | Paul Larsen          | 65,45   | 121,2               |                     |
| Klasse C   | 2009   | Sandy Point              | Macquarie Innovation | Simon McKeon         | 50,07   | 92,7                |                     |
| Klasse D   | 2009   | Hyères                   | Hydroptère           | Alain Thébault       | 51,36   | 95,1                |                     |
|            |        |                          |                      |                      |         |                     |                     |
| zeemijl    |        |                          |                      |                      |         |                     |                     |
| Windsurfen | 2006   | Walvisbaai               | n.v.t.               | / Björn Dunkerbeck   | 41,14   | 76,2                |                     |
| Zeilen     | 2012   | Walvisbaai               | Vestas Sailrocket 2  | Paul Larsen          | 55,32   | 102,5               |                     |

## 24-uurs-afstandsrecord

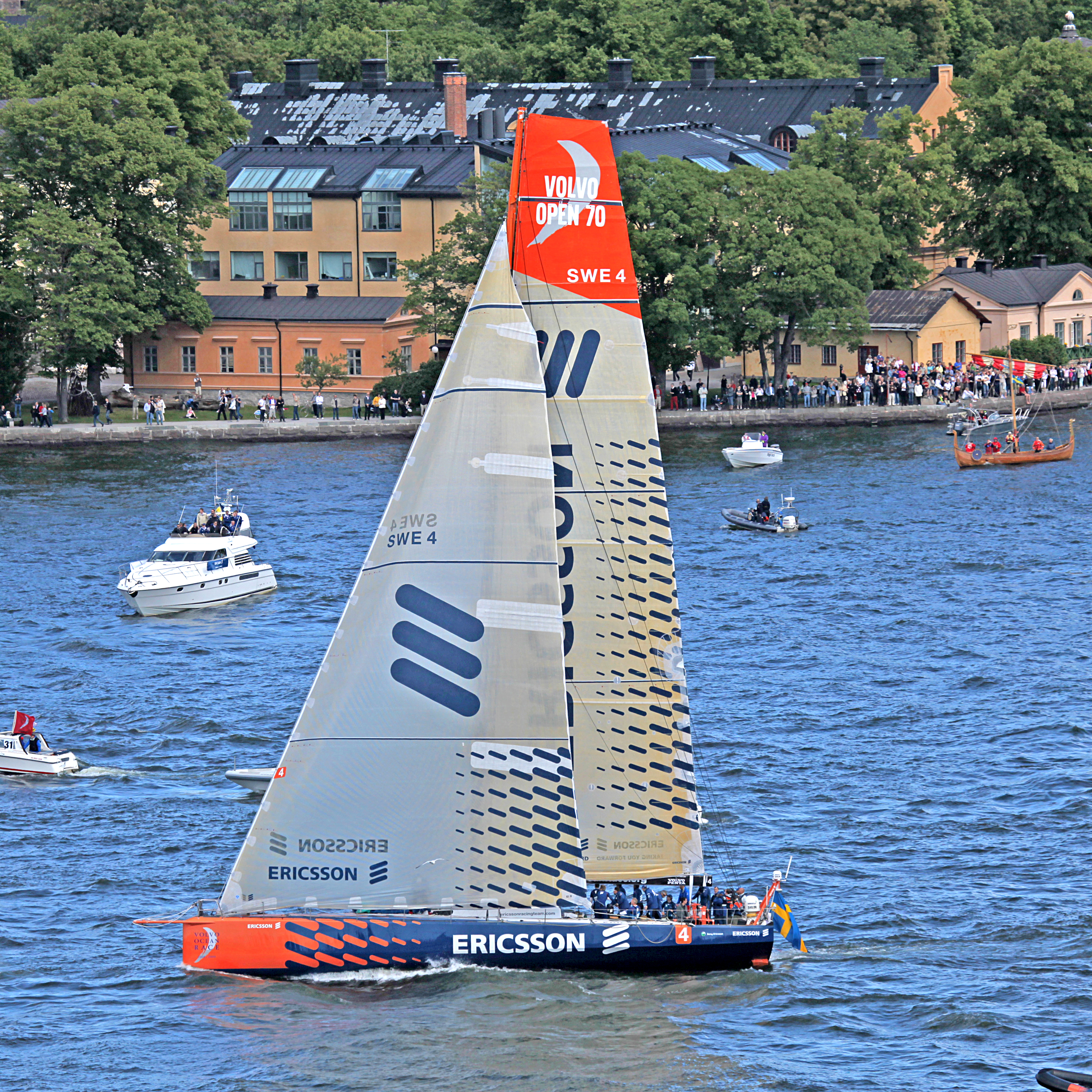
Ericsson 4, wereldrecordhouder in zijn klasse voor de gevaren afstand in 24 uur

Onderstaande tabel geeft de records van de afstanden die binnen 24 uur gevaren zijn, die staan per juli 2014.
| Klasse           | Jaar | Boot                     | Schipper         | Afstand | Afstand   | Gemiddelde snelheid | Gemiddelde snelheid |
| Klasse           | Jaar | Boot                     | Schipper         | Zeemijl | Kilometer | Knopen              | Km/u                |
| ---------------- | ---- | ------------------------ | ---------------- | ------- | --------- | ------------------- | ------------------- |
| Trimaran (team)  | 2009 | Banque Populaire 5       | Pascal Bidégorry | 908,2   | 1682      | 37,84               | 70                  |
| Trimaran (solo)  | 2017 | MACIF                    | François Gabart  | 851     | 1576      | 37,1                | 68,7                |
| monohull (team)  | 2018 | Akzonobel                | Simeon Tienpont  | 601,63  | 1114      | 25,08               | 46,5                |
| monohull (solo)  | 2012 | Macif                    | François Gabart  | 534,48  | 989,9     | 22,27               | 41,2                |
| catamaran (team) | 2006 | Orange II                | Bruno Peyron     | 766,8   | 1420,1    | 31,95               | 59,2                |
| catamaran (solo) | 2006 | Mediatis-Region Aquitane | Yves Parlier     | 586,00  | 1085,3    | 24,41               | 45,2                |

## Nationale records
Naast de wereldrecords worden ook nationale zeilrecords bijgehouden. De snelste Nederlandse zeiler is windsurfer Jurgen van der Noord. In november 2012 behaalde hij een gemiddelde snelheid van 51,26 knopen (94,9 km/u) in Lüderitz. De snelste Belgische zeiler is Patrick Vanhoof, die in oktober 2013 een snelheid van 47,74 knopen (88,4 km/u) bereikte, eveneens op de surfplank in Lüderitz.